# Kutosari (Karanganyar)
Kutosari is een bestuurslaag in het regentschap Pekalongan van de provincie Midden-Java, Indonesië. Kutosari telt 1812 inwoners (volkstelling 2010).